# Вест-Дрейтон (станція)
51°30′36″ пн. ш. 0°28′20″ зх. д. / 51.509942° пн. ш. 0.472264° зх. д.

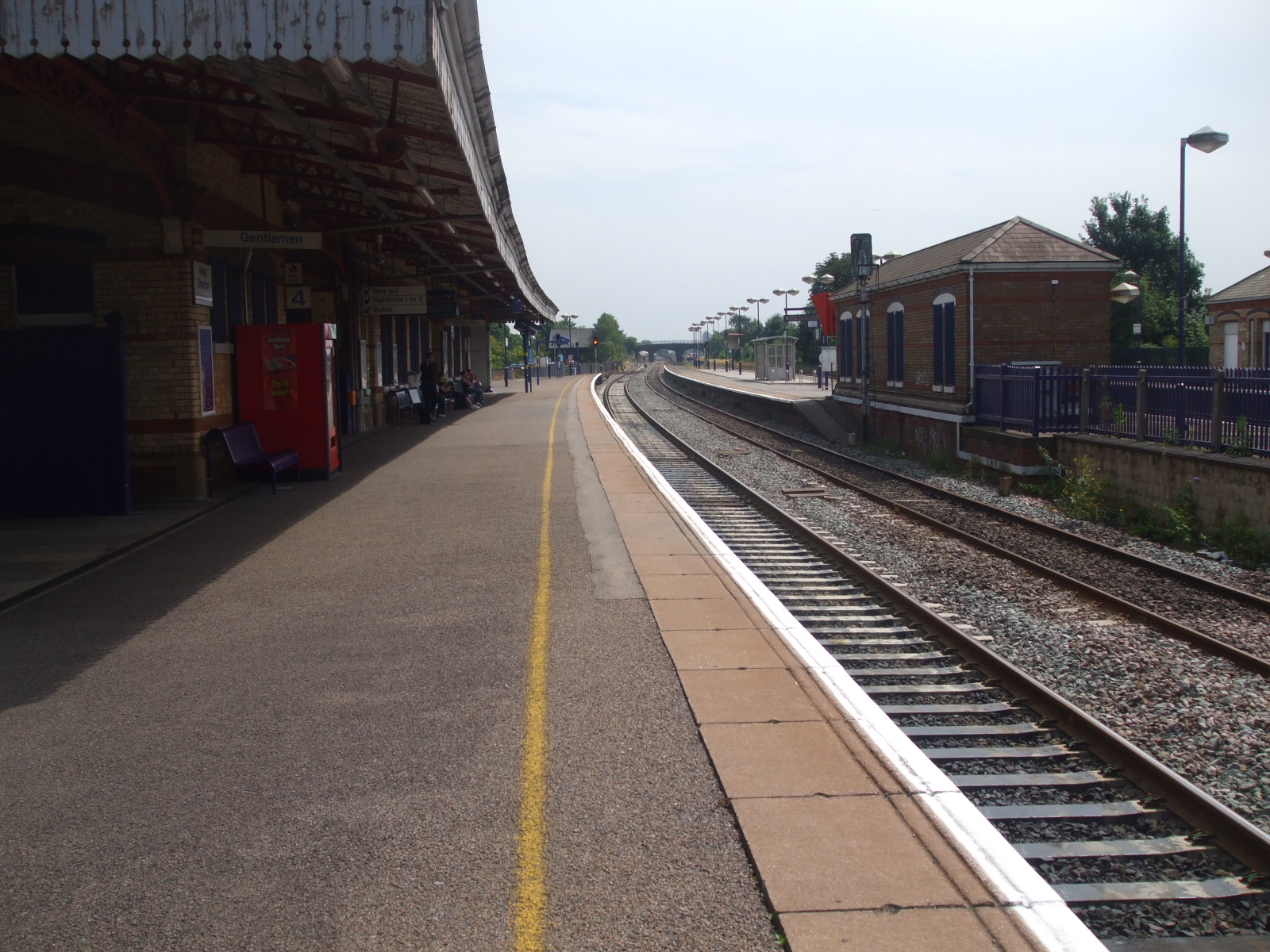
Платформа станції Вест-Дрейтон

Вест-Дрейтон (англ. West Drayton) — залізнична станція обслуговує Вест-Дрейтон та Й'юслі, передмісті Лондона, Англія. Розташована за 22.3 км від Лондон-Паддінгтон, між Гайес-енд-Гарлінгтон та Айвер. Станція обслуговує потяги Great Western Railway та Crossrail. Пасажирообіг на 2017/18 — 2.046 млн. осіб

## Історія
- 4 червня 1838 — відкриття станції у складі Great Western Railway, як «Вест-Дрейтон»[5][6]
- 1856 — відкриття відгалуження «Аксбрідж (Вайн-стріт)»
- 1 березня 1883 — відкриття трафіку по станції лінії Дистрикт між метростанціями Меншн-хаус та Вінздор-енд-Ітон-Сентрал
- 9 серпня 1884 — відкриття станції у сьогоденному місці та відгалуження до Стайнс[en].[6][7]
- 30 вересня 1885 — припинення трафіку лінії Дистрикт[8][9]
- 1895 — перейменування станції на «Вест-Дрейтон-енд-Й'юслі»
- 1962 — припинення пасажирського трафіку на залізниці «Аксбридж (Вайн-стріт)»
- 1965 — припинення пасажирського трафіку на залізниці «Стайнс — Вест-Дрейтон»
- 6 травня 1974 — перейменування станції на «Вест-Дрейтон» .[6]
- 1979 — закриття залізниці «Аксбрідж (Вайн-стріт)»

## Пересадки
Пересадки на автобуси London Buses маршрутів: 222, 350, 698, U1, U3, U5

## Послуги
| Попередня станція | Лінія | Лінія                                         | Лінія | Наступна станція     |
| ----------------- | ----- | --------------------------------------------- | ----- | -------------------- |
| Слау або Айвер    |       | Great Western Railway Great Western Main Line |       | Гайес-енд-Гарлінгтон |
| Айвер             |       | Crossrail Elizabeth line                      |       | Гайес-енд-Гарлінгтон |